# اسمرار الأطعمة
اسمرار الاطعمة هي عملية تحول الأطعمة إلى اللون البني بسبب التفاعل الكيميائي الذي يحدث فيها. عملية الاسمرار هي واحدة من التفاعلات الكيميائية التي تحدث في كيمياء الأطعمة وتمثل موضوعاً بحثياً مثيراً للاهتمام فيما يتعلق بالصحة والتغذية وتكنولوجيا الأطعمة. وبالرغم من وجود طرق عديدة تتغير فيها الأطعمة كيميائياً مع مرور الوقت، فإن عملية الإسمرار تنقسم بشكل خاص إلى فئتين رئيسيتين: العملية الأنزيمية وغير الأنزيمية.
يوجد لعملية الإسمرار آثاراً عديدة مهمة في صناعة الأطعمة المتعلقة بالتغذية والتكنولوجيا والتكلفة الاقتصادية. يهتم الباحثون بشكل خاص بدراسة السيطرة (التثبيط) على عملية الإسمرار والطرق المختلفة التي يمكن إستعمالها من أجل زيادة هذا التثبيط وفي النهاية إطالة مدة صلاحية الأطعمة.

## عملية الاسمرار الأنزيمي
عملية الاسمرار الأنزيمية هي واحدة من أهم التفاعلات التي تحدث في معظم الفواكه والخضراوات بإلاضافة إلى الأطعمة البحرية. تؤثر هذه العمليات على الطعم واللون والقيمة الغذائية لمثل هذة الأطعمة. بشكل عام هو تفاعل كيميائي يتضمن أنزيم أوكسيدز البوليفينول وأوكسيدز الكاتيكول وأنزيمات أخرى التي تنتج الميلامين والبنزوكوينون من الفينولات الطبيعية. يتطلب من عملية الإسمرار (ويطلق عليها ايضاً أكسدة الأطعمة) التعرض إلى الأكسجين. حيث يبدأ مع أكسدة الفينولات بواسطة أوكسيدز بوليفينيول في كينونات التي تسبب حالتها الإلكتروفيلية القوية حساسية عالية لهجوم النيوكليوفيل من بروتينات أخرى. ثم تُبلمر هذه الكينونات في سلسلة من التفاعلات.مما يؤدي في النهاية إلى تشكيل التصبغات البنية (ميلانوسيس) على سطح الأطعمة.وتنعكس نسبة الإسمرار الأنزيمي على كمية أكسيدز البوليفينول النشطة الموجودة في الأطعمة. وبالتالي ركزت معظم طرق الفحص البحثي لتثبيط عملية الإسمرار الأنزيمي على عرقلة نشاط أكسيديز البوليفينول. .
ومع ذلك لا تنتج كل عمليات إسمرار الأطعمة أثاراً سلبية.

## أمثلة على عمليات الاسمرار الأنزيمي المفيدة
. تطور لون ونكهة القهوة وحبوب الكاكاو والشاي
. تطور لون ونكهة الفواكهة المجففة مثل التين والزبيب

## أمثلة على عمليات الإسمرار الأنزيمي غير المفيدة
. خضراوات وفواكه طازجة مثل التفاح والبطاطا والموز والافوكادو.
. أكسيديز البوليفينولات هو التفاعل الرئيسي لتشكيل الميلانوسيس على القشور مثل قشور القريدس.

## السيطرة على الاسمرار الأنزيمي
استخدمت العديد من الطرق لمنع أو إبطاء الاسمرار الأنزيمي للأطعمة. تهدف كل طريقة إلى إستهداف خطوات محددة للتفاعل الكيميائي. لطالما كانت السيطرة على الإسمرار الأنزيمي تشكل تحدياً للصناعات الغذائية. بالإضافة إلى ذلك جرى استخدام المواد الكيميائية لتثبيط (إعاقة) الإسمرار. مثل السلفيت (مادة كيميائية قوية مضادة للإسمرار) أعيد النظر فيها بسبب المخاطر المحتملة التي تسببها من نشاطها. جرت الكثير من الأبحاث المتعلقة بالأنواع الدقيقة لآليات التحكم التي تحدث عند المواجهة مع هذه العملية الأنزيمية. يمكن تصنيف الأنواع المختلفة لسيطرة الإسمرار الأنزيمي إلى مجموعات مختلفة.
. يقلل عصير الليمون والاحماض الأخرى الرقم الهيدروجيني ويزيل العامل المساعد للنحاس الضروري للأنزيمات المسؤؤلة لتعمل.
. تبييض _ عملية غلي الطعام ثم تبريده _ أو شوي الأطعمةلتمسيخ الأنزيمات، وتدمير المتفاعلات المسؤؤلة مثل استخدام مرحلة «قتل الاخضر» في عملية صناعة الشاي.
. يمكن ان تمنع عملية انخفاض درجة الحرارة إسمرار الأطعمة من خلال تقليل معدل التفاعل.
. استخدام حمض الاسكروبيك في درجات معينة من مقياس الحمض الهيدروجيني للسيطرة على إسمرار التفاح تحت ظروف معينة عن طريق تغيير نشاط أنزيم الفينولاز. تؤثر قيم مقياس الحمض الهيدروجيني على نشاط الفينولاز للتفاح بشكل مختلف.
. يمكن للبروتينات ان تبذل تأثيراً مثبطاً على نشاط بي. بي.اوه - بوليفينول اوكسيدز- عن طريق تخمير النحاس الأساسي في الموقع النشط لل بي. بي. اوه من خلال تثبيط التنافس الذي يعيق نشاطها.
. أثناء تركيب النبيذ، يستخدم ترشيح التبادل الأيوني لإزالة ترسبات اللون البني في المحلول.
. تم تغيير تفاح القطب الشمالي جينياً لتفادي تعبير مادة أوكسيديز البوليفينول. وبالتالي لا تتحول للون البني.

## الاسمرار غير الأنزيمي
النوع الثاني للإسمرار هو الإسمرار غير الأنزيمي، وهي عملية تنتج أيضاً الصبغ البني في الأطعمة ولكن من غير نشاط الأنزيمات. والشكلين الرئيسيين لهذا لإسمرار هما إنتاج الكراميل وتفاعل مايلارد.كلاهما يختلفان في معدل التفاعل كدور للنشاط المائي (في كيمياء الأطعمة تعرف احياناً الحالة المقياسية للنشاط المائي على أنها ضغط البخار الجزئي للمياه النقية على نفس درجة الحرارة).
عملية إنتاج الكاراميل وهي عملية تحتوي على الإنحلال الحراري للسكر. تستخدم بشكل واسع في الطبخ للحصول على نكهة الجوز المرغوبة واللون البني. مع حدوث العملية، يجري إطلاق المواد الكيميائية المتطايرة, التي تؤدي إلى إنتاج نكهة الكاراميل المميزة.
التفاعل الآخر الغير أنزيمي هو تفاعل الميلارد. هذا التفاعل مسؤول عن إنتاج النكهة خلال طهي الأطعمة. مثال على هذا التفاعل هو الخبز وشرائح اللحم والبطاطا. وهذا تفاعل كيميائي يحدث بين مجموعة الأمين من الحمض الأميني الحُر ومجموعة الكربونيل من تخفيض السكر عادةٍ مع إضافة الحرارة: يتفاعل السكر مع الأحماض الأمينية وينتج مجموعة متنوعة من الروائح والنكهات. تفاعل الميلارد هو الأساس لإنتاج النكهات الاصطناعية للأطعمة المصنعة في صناعة النكهة. نظراً لإن نوع الأحماض الأمينية المعنية تحدد النكهة الناتجة.
الميلانويدينز هي بوليمرات بنية عالية الجزيئات غير متجانسة الوزن التي تتشكل عندما يتحد السكر مع الأحماض الأمينية خلال تفاعل الميلارد عند درجات حرارة عالية ونشاط مائي منخفض. يوجد الميلانويدينز عادةٍ في الأطعمة التي خضعت إلى بعض أشكال الإسمرار الغيرأنزيمي مثل منقوع الشعير (فينيا وميونخ) وقشرة الخبز المحمرة ومنتجات المخابز والقهوة وتوجد أيضاً في المياه العكرة لمصافي السكر التي تستلزم المعالجة لتجنب التلوث حول تدفق هذه المصافي.

### عملية الاسمرار في العنب خلال صناعة النبيذ
مثل الكثير من الفواكه، يختلف العنب في كمية المركبات الفينولية الموجودة فيه. تستخدم هذه الخاصية كمعيار في الحكم على جودة النبيذ. بدأت العملية العامة لصناعة النبيذ من خلال الأكسدة الأنزيمية للمركبات الفينولية بواسطة أكسيديز بوليفينول. يؤدي الأحتكاك بين المركبات الفيونولية في الفجوة العصارية في خلية العنب وأنزيم أكسيدز بوليفينول (الموجودة في السيتوبلازم) إلى تحفيز أكسدة العنب. وهكذا، يحدث اللون البني المبدئي للعنب كنتيجة ل (تعديل التقسيم) في خلايا العنب.

## الآثار المترتبة في صناعة الأطعمة والتكنولوجيا
يؤثر الإسمرار الانزيمي على اللون والنكهة والقيمة الغذائية للأطعمة والتي تسبب خسارة اقتصادية ضخمة عندما لا تباع للمستهلكين في الوقت المناسب.تقديراً هناك أكثر من 50% من المنتجات تضيع كنتيجة لعملية الإسمرار الأنزيمي.
دفعت الزيادة في عدد السكان والإستنزاف المتلاحق للموارد الطبيعية العديد من الكيميائيين الحيويين ومهندسين الأطعمة على حد سواء لإيجاد تقنيات جديدة ومحسنة للحفاظ على الأطعمة لفترة أطول، عن طريق استخدام طرق لتثبيط تفاعل الإسمرار وزيادة فاعلية مدة صلاحية الأطعمة.
إن الفهم الصحيح لتقنيات الإسمرار الأنزيمي، تحديداً، فهم خواص الأنزيمات والركائز المتضمنة في التفاعل. قد يساعد تقنيي الأطعمة على التحكم بمراحل معينة في الآلية وتثبيط عملية الإسمرار.
التفاح هي فاكهة يدرسها الباحثون بشكل واسع بسبب محتوى الفينيول العالي فيها. مما يجعلها أكثر عرضة لعملية الإسمرار. وفقاً لنتائج أخرى متعلقة بالتفاح ونشاط الإسمرار تم العثور على علاقة متبادلة بين كمية الفينيول العالية والنشاط الأنزيمي للتفاح. هذا يزود الأمل للصنعات الغذائية في محاولة لتعديل الأطعمة جينياً لتخفيض نشاط البوليفينول أكسيديز وبالتالي تخفيض عملية الإسمرار. 
مثال على هذه الإنجازات في هندسة الأطعمة هو إنتاج تفاح القطب الشمالي . هذا التفاح، مهندس بواسطة أوكاناغان المتخصصة بشركة الفواكه، هو ناتج من تقنية ربط الجينات التي سمحت بتخفيض أكسيديز البوليفينول.
جرى دراسة نوع آخر من القضايا بعناية وهي قضية عملية الإسمرار في المأكولات البحرية. وبالأخص القريدس، وهو طعام شهي يستهلكه الناس في جميع أنحاء العالم. عملية إسمرار القريدس والتي يشار لها بالميلانوسيس يخلق قلقاً كبيراً لموردي الأطعمة والمستهلكين. يحدث الميلانوسيس بشكل رئيسي خلال عملية الطهي والتخزين المبرد. وجدت الدراسات الحديثة مستخلصات نباتية التي تعمل كمثبط للبوليفينول أكسيديز المضادة للميلاتونيل وتخدم نفس وظيفة السلفيتس ولكن دون مخاطر صحية.